# Maison des Gouverneurs (Sorel-Tracy)
Pour les articles homonymes, voir Maison des Gouverneurs.
La maison des Gouverneurs est une ancienne résidence officielle située à Sorel-Tracy au Québec (Canada). Elle a été construite en 1781 pour y loger Friedrich Adolf Riedesel, alors commandant des mercenaires allemands lors de la guerre d’indépendance des États-Unis. Il s'agit de l'endroit où a été illuminé le premier sapin de Noël en Amérique du Nord en 1781. Elle servit ensuite de résidence d'état secondaire pour les commandants, les militaires et la famille royale britannique jusque dans les années 1860. Elle servit ensuite à des particuliers jusqu'à l'achat par la ville de Sorel en 1921. Elle a été désignée lieu historique national du Canada en 1957 et classée immeuble patrimonial la même année.

## Histoire
En 1781 Frederick Haldimand (1718-1791), le gouverneur général de l'Amérique du Nord britannique, achète une partie de la seigneurie de Sorel en pleine guerre d’indépendance des États-Unis pour y établir des loyalistes demeurés fidèles à la couronne britannique et les militaires cantonnés pour contrer une éventuelle invasion américaine. Il fait construire une résidence la même année pour y loger le major-général Friedrich Adolf Riedesel, qui était responsable des mercenaires allemands. C'est le 25 décembre 1781 que Friederike Charlotte Louise von Massow, l'épouse de Riedesel, dresse et illumine le premier sapin de Noël au Canada, voire en Amérique du Nord. En 1782, Riedesel rajoute deux annexes latérales à la maison, l'une servant de buanderie et l'autre de cuisine.
À la suite du traité de Paris en 1783, les mercenaires sont relevés. La maison est alors convertie en résidence secondaire pour les gouverneurs, les commandants militaires ainsi que pour les membres de la famille royale britannique en visite au Canada. Haldimand change le revêtement de la maison pour de la brique en 1784, une première dans la vallée du Saint-Laurent. Elle sera ensuite visitée par le gouverneur Guy Carleton en 1786, le prince William Henry en 1787, le prince Édouard-Auguste en 1793 ainsi que par Matthew Whitworth-Aylmer durant la décennie 1830. La garnison britannique quitte William-Henry (ancien nom de Sorel) en 1860. 
La maison passe ensuite entre les mains de plusieurs particuliers. La ville de Sorel achète la maison en 1921. Des galeries couvertes sont ajoutées, puis retirées. Les annexes sont reconstruites en 1933. La maison a été classée immeuble patrimonial le 27 février 1957. Le 3 juin de la même année, elle a été désignée lieu historique national du Canada par la commission des lieux et des monuments historiques du Canada. La maison est restaurée la même année et son revêtement est remis au crépi d'origine.
La maison sert aujourd'hui de lieu d'exposition et abrite le bureau d'information touristique de la région de Sorel-Tracy.

## Archéologie
En 2021, des fouilles archéologiques des anciennes latrines de la maison ont révélé la présence de 80 assiettes, bouteilles de vin et plats de service, ainsi que des ossements d'animaux, des pépins de fruits et des coquilles d'huitres. Le volume de la masse d'objets laisse présumer qu'il s'agit des déchets d'un banquet somptueux. L'analyse du type de clous retrouvés dans les fouilles date le site entre 1786 et 1790. Il se pourrait que ces artéfacts soient le témoignage de la visite du prince William Henry le 18 septembre 1787.